# Shima Iwashita
Shima Shinoda (篠田 志麻, Shinoda Shima), plus connue sous le nom Shima Iwashita (岩下 志麻, Iwashita Shima), née le 3 janvier 1941 à Chūō-ku, Tokyo, est une actrice japonaise,

## Biographie

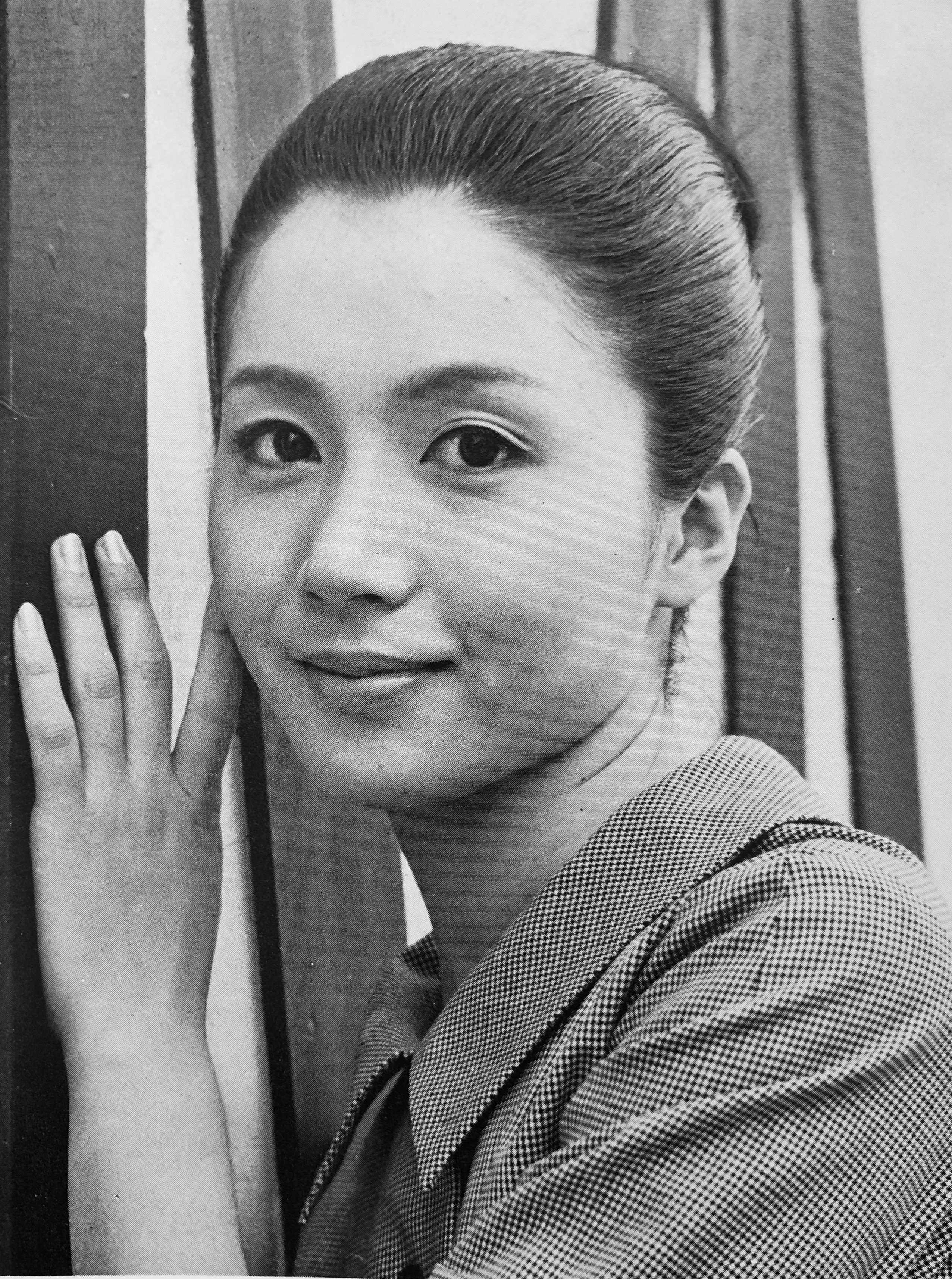
Shima Iwashita en 1965.

Shima Iwashita est né le 3 janvier 1941 dans le quartier de Ginza situé dans l'arrondissement spécial de Chūō-ku (Tokyo). Elle passe son enfance à Musashino avant de poursuivre ses études à la faculté d'art de l'université de Seijo qu'elle quitte avant d'être diplômée. Elle est mariée au réalisateur Masahiro Shinoda.
Elle a tourné près de 120 films entre 1960 et 2006,.

## Filmographie partielle

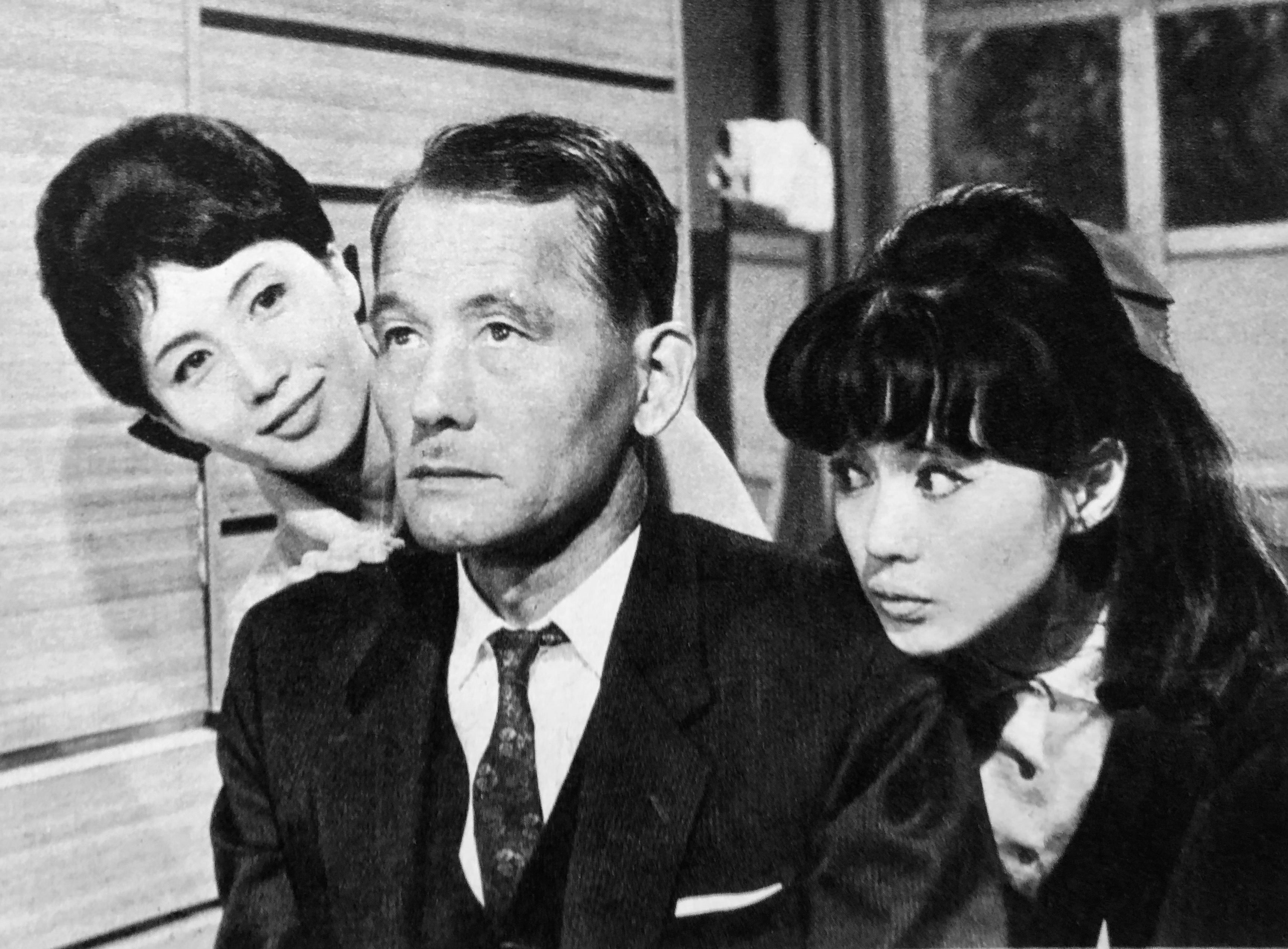
Shima Iwashita, Chishū Ryū et Mariko Kaga dans Le Radis et la Carotte (1965).

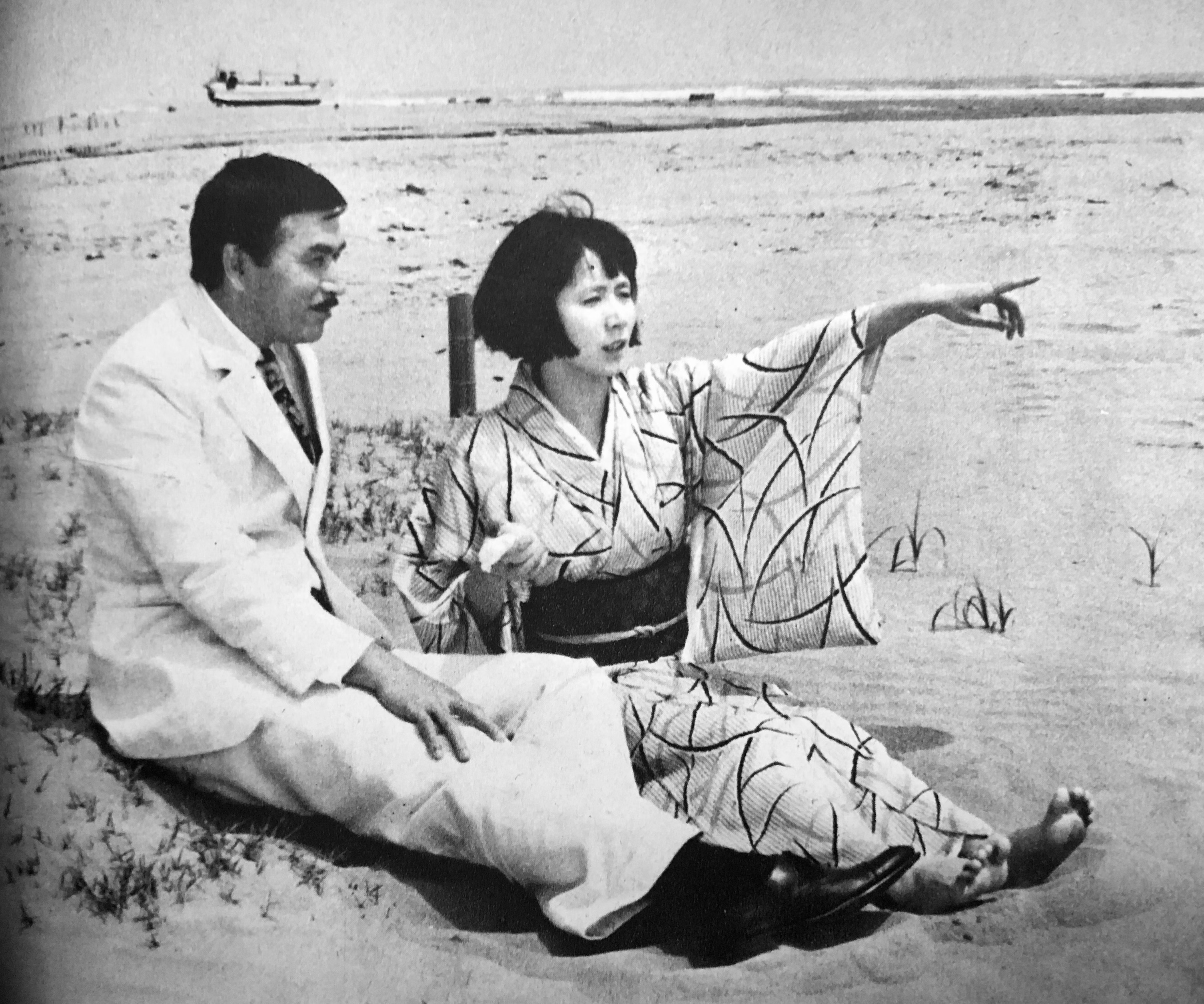
Tetsurō Tanba et Shima Iwashita dans Portraits de Chieko (1967).

### Années 1960
- 1960 : Jeunesse en furie (乾いた湖, Kawaita mizuumi?) de Masahiro Shinoda : Yōko Katsura
- 1960 : La Rivière Fuefuki (笛吹川, Fuefukigawa?) de Keisuke Kinoshita : Ume, la sœur
- 1960 : Fin d'automne (秋日和, Akibiyori?) de Yasujirō Ozu : la jeune fille de la réception
- 1961 : Un homme bon (好人好日, Kōjin kōjitsu?) de Minoru Shibuya
- 1961 : Mon visage embrasé au soleil couchant (夕陽に赤い俺の顔, Yūhi ni akai ore no kao?) de Masahiro Shinoda
- 1961 : Voyage de mon amour (わが恋の旅路, Waga koi no tabiji?) de Masahiro Shinoda
- 1962 : Hara-kiri (切腹, Seppuku?) de Masaki Kobayashi : Miho Tsugumo
- 1962 : Le Goût du saké (秋刀魚の味, Sanma no aji?) de Yasujirō Ozu : Michiko Hirayama
- 1963 : Kyoto (古都, Koto?) de Noboru Nakamura : Chieko / Naeko
- 1964 : Assassinat (暗殺, Ansatsu?) de Masahiro Shinoda : Oren (Lotus)
- 1965 : Le Radis et la Carotte (大根と人参, Daikon to ninjin?) de Minoru Shibuya
- 1965 : Le Camélia à cinq pétales (五辧の椿, Goben no tsubaki?) de Yoshitarō Nomura : Oshino
- 1965 : Le Sabre de la bête (獣の剣, Kedamono no ken?) de Hideo Gosha : Taka
- 1966 : Captive's Island (処刑の島, Shokei no shima?) de Masahiro Shinoda : Aya, la fille de Daigoku
- 1967 : Le Banquet (宴, Utage?) de Heinosuke Gosho : Suzuko
- 1967 : Portraits de Chieko (智恵子抄, Chieko-shō?) de Noboru Nakamura : Chieko Takamura
- 1967 : Akane-gumo (あかね雲?) de Masahiro Shinoda : Matsuno Niki
- 1967 : Onna no isshō (女の一生?) de Yoshitarō Nomura
- 1969 : Double suicide à Amijima (心中天網島, Shinjū: Ten no Amijima?)  de Masahiro Shinoda : Koharu / Osan
- 1969 : Red Lion (赤毛, Akage?) de Kihachi Okamoto : Tomi
- 1969 : D'amour chante mon cœur (わが恋わが歌, Waga koi waga uta?) de Noboru Nakamura : Tomiko[3]

### Années 1970
- 1971 : Silence (沈黙, Chinmoku?) de Masahiro Shinoda : Kiku
- 1972 : Sono hito wa honō no yō ni (その人は炎のように?) de Masanobu Deme
- 1974 : Himiko (卑弥呼?) de Masahiro Shinoda : Himiko
- 1977 : Orin la proscrite (はなれ瞽女おりん, Hanare goze Orin?) de Masahiro Shinoda : Orin
- 1978 : L'Été du démon (鬼畜, Kichiku?) de Yoshitarō Nomura : Oume, la femme de Sokichi

### Années 1980
- 1981 : Akuryōtō (悪霊島?) de Masahiro Shinoda : Fubuki
- 1982 : Dans l'ombre du loup (鬼龍院花子の生涯, Kiryūin Hanako no shōgai?) de Hideo Gosha : Uta Kiryuin
- 1982 : Giwaku (疑惑?) de Yoshitarō Nomura : Ritsuko Sahara
- 1984 : Les Enfants de Mac Arthur (瀬戸内少年野球団, Setouchi shōnen yakyūdan?) de Masahiro Shinoda : Tome
- 1984 : Fireflies in the North (北の螢, Kita no hotaru?) de Hideo Gosha
- 1985 : Ma no toki (魔の刻?) de Yasuo Furuhata : Ryoko, la mère de Fukashi
- 1985 : Le Sang du dragon (聖女伝説, Seijo densetsu?) de Tōru Murakawa : Taeko Ichikawa
- 1985 : La Table vide (食卓のない家, Shokutaku no nai ie?) de Masaki Kobayashi : Kiwa Nakahara
- 1986 : Gonza le lancier (近松門左衛門 鑓の権三, Yari no Gonza?) de Masahiro Shinoda : Osai
- 1986 : Femmes de yakuzas (極道の妻たち, Gokudō no onna-tachi?) de Hideo Gosha : Migiwa Awazu

### Années 1990
- 1990 : Gokudō no onna-tachi: Saigo no tatakai (極道の妻たち 最後の戦い?) de Kōsaku Yamashita : Fuyu Segami
- 1990 : Childhood Days (少年時代, Shōnen jidai?) de Masahiro Shinoda : Shizue Kazama
- 1991 : Shin gokudō no onna-tachi (新極道の妻たち?) de Sadao Nakajima : Kanae Fujinami
- 1993 : Shin gokudō no onna-tachi: Kakugoshiiya (新極道の妻たち 覚悟しいや?) de Kōsaku Yamashita : Atsumi Nogi
- 1993 : Kozure Ōkami: Sono chiisaki te ni (子連れ狼 その小さき手に, Kozure Ōkami: Sono chiisaki te ni?) de Akira Inoue
- 1994 : Shin gokudō no onna-tachi: Horetara jigoku (新・極道の妻たち 惚れたら地獄?) de Yasuo Furuhata
- 1995 : Sharaku (写楽, Sharaku?) de Masahiro Shinoda : chef de bande
- 1997 : Setōchi mūnraito serenāde (瀬戸内ムーンライト・セレナーデ?) de Masahiro Shinoda
- 1996 : Gokudo no onna-tachi: Kiken na kake (極道の妻たち 危険な賭け?) de Sadao Nakajima
- 1998 : Gokudo no onna-tachi: Kejime (極道の妻たち 決着?) de Sadao Nakajima
- 1999 : Fukurō no shiro (梟の城?) de Masahiro Shinoda

### Années 2000
- 2003 : Spy Sorge (スパイ・ゾルゲ, Supai Zorge?) de Masahiro Shinoda

## Distinctions
Sauf indication contraire, les informations mentionnées dans cette section peuvent être confirmées par la base de données cinématographiques IMDb,  présente dans la section « Liens externes ».

### Décorations
- Récipiendaire de la médaille au ruban pourpre (2004)
- Ordre du Soleil Levant (ruban d'or et rosette, 4e classe) (2012)

### Récompenses
- Prix Kinuyo Tanaka en 1989[4],[5]
- Prix de la meilleure actrice à la Japan Academy Prize :
  - en 1978, pour Orin la proscrite[6]
- Prix Kinema Junpō de la meilleure actrice :
  - en 1968, pour Onna no isshō, Portraits de Chieko et Akane-gumo[7]
  - en 1970, pour Double suicide à Amijima[7]
  - en 1978, pour Orin la proscrite[7]
- Prix Mainichi de la meilleure actrice :
  - en 1968, pour Portraits de Chieko et Akane-gumo[8]
  - en 1970, pour Double suicide à Amijima et D'amour chante mon cœur[9]
  - en 1978, pour Orin la proscrite[10]
- Prix Blue Ribbon de la meilleure nouvelle actrice :  
  - en 1962, pour Voyage de mon amour et Mon visage embrasé au soleil couchant
- Prix Blue Ribbon de la meilleure actrice :
  - en 1965, pour Le Camélia à cinq pétales[11]
  - en 1978, pour Orin la proscrite[12]
- Prix Hōchi de la meilleure actrice :
  - en 1977, pour Orin la proscrite[13]
- Nikkan Sports Film Award de la meilleure actrice :
  - en 1993, pour Shin gokudō no onna-tachi: Kakugoshiiya[14]

### Nominations
- Prix de la meilleure actrice à la Japan Academy Prize :
  - en 1982, pour Akuryōtō[15]
  - en 1986, pour Ma no toki, La Table vide et Le Sang du dragon[16]
  - en 1987, pour Femmes de yakuzas et Gonza le lancier[17]
  - en 1991, pour Childhood Days et Gokudō no onna-tachi: Saigo no tatakai[18]
  - en 1992, pour Shin gokudō no onna-tachi[19]
  - en 1994, pour Shin gokudō no onna-tachi: Kakugoshiiya[20]